# Cherbezatina pilosa
Cherbezatina pilosa är en skalbaggsart som beskrevs av Marc Lacroix 1993. Cherbezatina pilosa ingår i släktet Cherbezatina och familjen Melolonthidae. Inga underarter finns listade i Catalogue of Life.